# Peter Frampton
Peter Frampton (* 22. dubna 1950, Beckenham, Londýn, Anglie) je anglický hudebník, zpěvák, producent a multiinstrumentalista. V 60. letech působil ve skupině The Herd, v níž dále hrál například Andy Bown. V roce 1969 spoluzaložil skupinu Humble Pie, se kterou do roku 1971 vydal čtyři alba. Sólově debutoval v roce 1972 albem Wind of Change, na které přispěli mimo jiné Ringo Starr, Billy Preston a Andy Bown (Frampton hrál na Bownově albu Gone to My Head). Následovala řada dalších alb. Velký úspěch mělo koncertní dvojalbum Frampton Comes Alive! (1976), které se dostalo do čela hitparády Billboard 200. Za album Fingerprints získal cenu Grammy. Má hvězdu na Hollywoodském chodníku slávy a v roce 2024 byl uveden do Rock and Roll Hall of Fame.

## Diskografie

### Studiová alba
- Wind of Change (1972)
- Frampton's Camel (1973)
- Somethin's Happening (1974)
- Frampton (1975)
- I'm in You (1977)
- Where I Should Be (1979)
- Breaking All the Rules (1981)
- The Art of Control (1982)
- Premonition (1986)
- When All the Pieces Fit (1989)
- Peter Frampton (1994)
- Now (2003)
- Fingerprints (2006)
- Thank You Mr. Churchill (2010)
- Hummingbird in a Box (2014)
- Acoustic Classics (2016)
- All Blues (2019)
- Frampton Forgets the Words (2021)